# Vitalie Zubac
Vitalie Zubac (sinh năm 1894, ngày mất không rõ) là một chính khách Bessarabia. Ông sinh ra tại Necrasovca-Nouă.

## Tiểu sử
Ông từng là nghị sĩ của Nghị viện Moldova (1917–1918).

## Hình ảnh

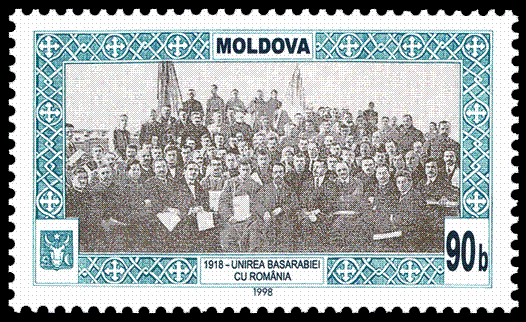
Tem Moldova, 1998